# تفنگ ام۱۹۲۲ بنگ
اسلحه ام ۱۹۲۲ بنگ یک تفنگ نیمه خودکار ساخت ایالات متحده است که توسط طراح دانمارکی سورن هانسن بنگ طراحی شده‌است. این تفنگ نمونه اصلاح شده‌ای از مدلهای قبلی ۱۹۰۹ و ۱۹۱۱ تفنگهای بنگ بود که هر دو در رده کالیبر ۰۶–۳۰ قرار داشتند.
این تفنگ با گاز باروت مسلح می‌شد که برای این منظور، از یک سامانه سرپوش دهانهٔ لغزان استفاده می‌کرد که این سرپوش در اثر دمیده شدن و فشار گازهای ناشی از خروج گلوله از دهانه لوله، به سمت جلو حرکت می‌کرد. در طول آزمایش‌های میدانی در سال ۱۹۱۹ و ۱۹۲۷، این اسلحه توسط طراح آن معرفی و نمایش داده شد. اسلحه ام ۱۹۲۲ بنگ به دلیل پیچیدگی مکانیکی و حساسیت زیاد و گیر کردن سرپوش لغزان دهانه لوله، که بر اثر تجمع جِرم‌ها و رسوبات ناشی از گاز باروت به مرور زمان به‌وجود می‌آمد، در آزمایش دولت آمریکا ناموفق بود.
سامانه گازی دمیدن به جلوی بنگ، که نخستین بار در سال ۱۹۰۳ توسعه یافته بود، در توسعه برخی تفنگهای دیگر نیز الهام بخش بود: این سامانه در تیربار ناموفق فرانسوی پوتو ای پی ایکس ۱۹۰۴ و جانشین مستقیم آن، مسلسل جنجالی سنت اتین مدل ۱۹۰۷ مورد استفاده قرار گرفت. همچنین در تفنگ گِوهِر ۴۱ نیز به کار رفته بود که در نتیجه، این تفنگ هم دچار همان کاستی‌ها یعنی پیچیدگی مکانیکی، حساسیت و گیر بالای تفنگ بر اثر کثیفی تدریجی لوله، به دلیل رسوبات گاز باروت، بود.

## ثبت اختراعات
- ثبت اختراعات ۹۰۱٬۱۴۳ به تاریخ ۱۳ اکتبر ۱۹۰۸، وسیله خودکار برای اسلحه‌های خود بارگذاری کننده، مخترع سورن اچ بنگ از کپنهاگ، دانمارک
- ثبت اختراعات ۱٬۵۴۳٬۴۸۶ به تاریخ ۲۱ آپریل ۱۹۲۵، اسلحه گرم خود بارگذاری کننده، مخترع سورن اچ بنگ از کپنهاگ، دانمارک